# Copa Ganadores de Copa
La Copa Ganadores de Copa ou Recopa Sudamericana de Clubes est une ancienne compétition sud-américaine de football organisée par la CONMEBOL. La première édition se tient en 1970 et est remportée par le club bolivien du Mariscal Santa Cruz. La seconde édition est organisée en 1971, néanmoins, les matchs du groupe 1 ne sont jamais joués et le tournoi est réduit à une simple compétition amicale au bout duquel le premier du groupe 2 est proclamé vainqueur. Plus aucune édition ne s'est tenue depuis.
Le tournoi concerne, selon les critères de chaque pays, les clubs vainqueurs de leur coupe nationale ou le meilleur club non qualifié pour la Copa Libertadores. Cette compétition s'affirme être l'équivalent sud-américain de la Coupe d'Europe des vainqueurs de coupe de football.
Il ne faut pas confondre cette coupe avec la Recopa Sudamericana, qui oppose le vainqueur de la Copa Libertadores à celui de la Copa Sudamericana.

## Format
La compétition consiste en une phase de groupes. Les groupes, au nombre de deux, évoluent dans deux villes différentes. Les premiers de chaque groupe se qualifient pour la finale aller-retour.

## Méthode de qualification des différents pays
Les pays utilisent diverses méthodes de qualification.
- Argentine : Vainqueur de la Coupe d'Argentine de football (en 1970, puisque le vainqueur Boca Juniors s'est qualifié pour la Copa Libertadores, le finaliste Atlanta obtient une place dans la compétition)
- Bolivie : Meilleure équipe du championnat non qualifiée pour la Copa Libertadores
- Chili : Vainqueur du play-off entre le 3e et 4e du championnat chilien 1969.
- Équateur : Vainqueur de la Coupe d'Équateur de football
- Paraguay : Critères non clairs
- Pérou: Meilleure équipe du championnat non qualifiée pour la Copa Libertadores
- Uruguay: Vainqueur du Torneo de Copa
- Venezuela: Vainqueur de la Coupe du Venezuela de football (en 1970, puisque le vainqueur Deportivo Galicia s'est qualifié pour la Copa Libertadores, le finaliste Unión Deportiva Canarias obtient une place dans la compétition)

## Copa Ganadores de Copa 1970

### Clubs engagés
La compétition est organisée en Bolivie et en Équateur du 8 mars au 26 avril 1970.
| Groupe 1: - El Nacional - Vainqueur de la Copa Ecuador 1970 - Club Libertad - Unión Deportiva Canarias - Finaliste de la Copa Venezuela 1969 - Représentant du Brésil forfait - Représentant de Colombie forfait |  | Groupe 2: - CA Atlanta - Finaliste de la Coupe d'Argentine 1969 - Mariscal Santa Cruz - Unión Española - 3e du Championnat du Chili 1969 - Deportivo Municipal - 3e du Championnat du Pérou 1969 - Rampla Juniors - Finaliste de la Coupe d'Uruguay 1969 |

### Premier tour
| Rang | Équipe                           | Pts | J | G | N | P | Bp | Bc | Diff |
| ---- | -------------------------------- | --- | - | - | - | - | -- | -- | ---- |
| 1    | CD El Nacional                   | 3   | 2 | 1 | 1 | 0 | 4  | 1  | +3   |
| 2    | UD Canarias                      | 2   | 2 | 0 | 2 | 0 | 0  | 0  | 0    |
| 3    | Club Libertad                    | 1   | 2 | 0 | 1 | 1 | 1  | 4  | -3   |
| 4    | Représentant du Brésil forfait   |     |   |   |   |   |    |    |      |
| 5    | Représentant de Colombie forfait |     |   |   |   |   |    |    |      |

| Rang | Équipe                | Pts | J | G | N | P | Bp | Bc | Diff |
| ---- | --------------------- | --- | - | - | - | - | -- | -- | ---- |
| 1    | Mariscal Santa Cruz   | 7   | 4 | 3 | 1 | 0 | 8  | 3  | +5   |
| 2    | Club Atlético Atlanta | 5   | 4 | 2 | 1 | 1 | 9  | 7  | +2   |
| 3    | Unión Española        | 4   | 4 | 1 | 2 | 1 | 6  | 6  | 0    |
| 4    | Deportivo Municipal   | 3   | 4 | 0 | 3 | 1 | 6  | 7  | -1   |
| 5    | Rampla Juniors        | 1   | 4 | 0 | 1 | 3 | 2  | 8  | -6   |

### Finale
| 19 avril 1970 | CD El Nacional | 0 - 0 | Mariscal Santa Cruz | Estadio Olimpico Atahualpa, Quito |
|               |                |       |                     | Arbitrage : Ramón Barreto         |

| 26 avril 1970 | Mariscal Santa Cruz  | 2 - 0 | CD El Nacional | Estadio Hernando Siles, La Paz                |                                               |
|               | Báez 40e, 57e (pen.) |       |                | Spectateurs : 30 000 Arbitrage : Sosa Miranda | Spectateurs : 30 000 Arbitrage : Sosa Miranda |

### Meilleur buteur

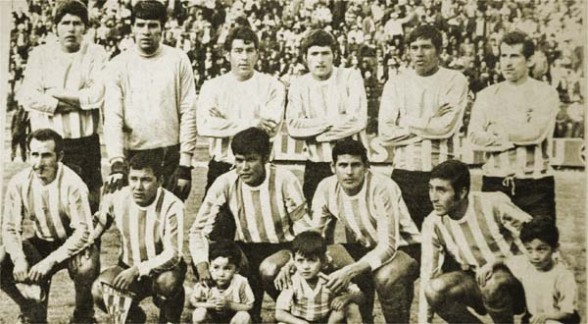
Le club de Mariscal Santa Cruz, vainqueur de l'édition 1970

- Eliseo Báez - 5 buts

## Copa Ganadores de Copa 1971

### Clubs
| Groupe 1: Huracán Buceo Deportes Concepción un club argentin non défini un club bolivien non défini |  | Groupe 2: América de Quito Olimpia Juan Aurich Valencia FC |

### Résultats
Le Brésil et la Colombie se désistent une nouvelle fois. Le format de 1970 est reconduit pour cette édition.
Néanmoins, le 25 février 1971, la CONMEBOL décide de transformer l'édition en tournoi amical et de ne pas délivrer de trophée, car le Deportes Concepción sort du tournoi et l'Huracán Buceo n'a pas confirmé sa participation auprès de l'organisation sud-américaine. Les matchs du groupe 1 ne sont pas joués et l'América de Quito, vainqueur du groupe 2, est proclamé vainqueur du tournoi amical.
Les matchs du groupe 2 sont joués parallèlement aux matchs du groupe 5 de la Copa Libertadores 1971.